# Melitofilia
Melitofilia é um sistema ou síndrome de polinização onde plantas atraem especificamente insetos himenópteros , como abelhas e vespas, para a polinização. Este tipo específico de entomofilia envolve himenópteros devido ao seu aparelho bucal adaptado para sucção, permitindo-lhes se alimentar de néctar e pólen, além de coletar resinas. Durante esse processo, os himenópteros transferem pólen de uma flor para outra, facilitando a fertilização e a reprodução das plantas. 

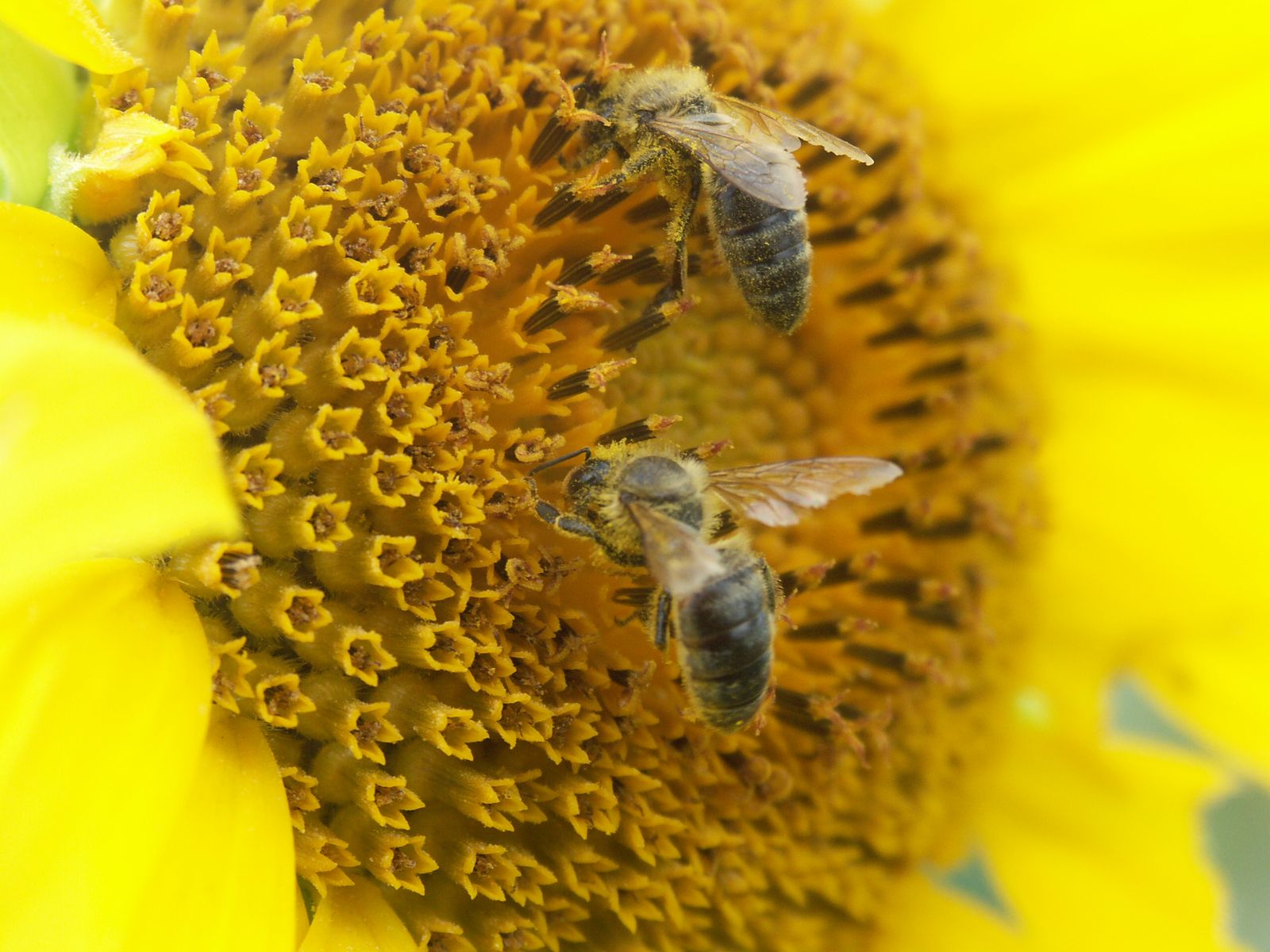

## Flora Melitófila
As flores das espécies melitófilas atraem abelhas através de uma combinação de formas, fragrâncias e cores. Assim, as corolas são amareladas (por exemplo, as leguminosas papilionóides, como trevos e alfafa), esculpidas (ou seja, com as pétalas unidas em dois grupos para formarem dois lábios, como as da "família da hortelã" e alguns compostos) ou em forma de salgueiro. As corolas possuem superfícies adequadas para que os insetos possam pousar e apresentam guias de néctar, como manchas ou linhas coloridas, que indicam a localização do néctar. Além disso, essas flores produzem substâncias aromáticas em osmóforos localizados na coroa (como em Citrus), no perianto (como em Narcissus) ou em outros órgãos florais. As abelhas conseguem perceber as cores amarela, azul e branca, mas não distinguem o vermelho puro. Elas também são capazes de perceber raios ultravioleta, que estão fora do espectro visível para os humanos. Por essa razão, muitas flores que parecem amarelas aos nossos olhos são vistas pelas abelhas como púrpuras, sendo chamada de "púrpura de abelha". 

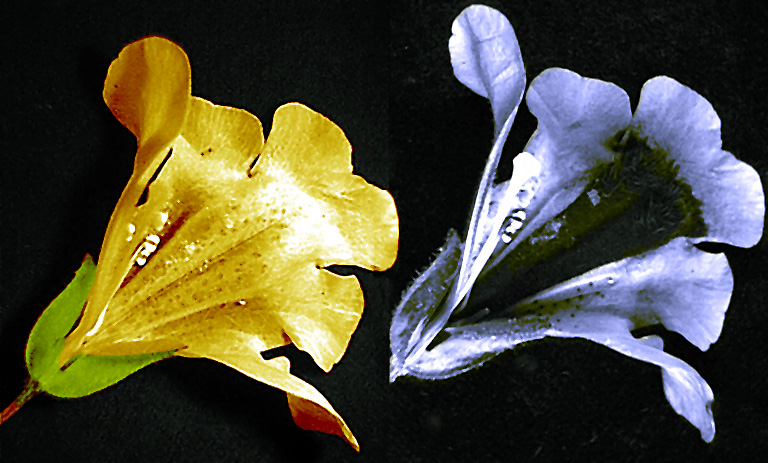
Flores de estímulo fotografadas sob luz normal (esquerda) e luz ultravioleta (direita). A imagem à direita mostra a "abelha roxa" e um guia de néctar mais escuro, visível apenas para as abelhas.

As abelhas são capazes de memorizar sensações, como cor e cheiro, de uma visita favorável e repetir essa visita por vários dias em flores da mesma espécie. Elas associam a nutrição a atributos florais específicos e podem transmitir essas informações aos seus companheiros por meio da linguagem da dança.
- Principais agentes polinizadores de flores. Procuram néctar e pólen.
- Horário de antese: diurna
- Quase sempre são atraídas por flores chamativas, amarelas, azuis, lilás e com cheiro adocicado. Corolas abertas e tubulares, já que não percebem flores completamente vermelhas.
- Refletem luz ultravioleta.
- Utilizam o estigma da flor feminina como “pista de pouso” e ao apoiar-se nas pernas traseiras atingem o néctar localizado na base da flor, próximo ao disco estaminal. Levam aderidos ao seu corpo o pólen da flor para a outra, realizando a polinização.

Certas flores se abrem graças a capacidade do coletor. Eles só podem ser polinizados por animais com uma estrutura corporal específica. A flor Salvia pratensis (Labiada), por exemplo, possui dois estames presos à corola, nos quais o filamento é curto e o conectivo é comprido, com dois braços; o braço longo carrega a teca fértil e o braço curto, uma teca estéril transformada em uma pequena inserção que se une à do outro estame. Esta inserção, na posição normal, impede o livre acesso ao néctar. Quando pressionados pelo polinizador, como abelhas ou abelhas do gênero Bombus, as extremidades longas dos conectivos descem e sua teca fértil, unida, esfrega a parte de trás do inseto depositando pólen nele. As flores são salgadas; portanto, nas flores velhas, o estilo é prolongado, e o estigma receptivo toma o lugar da teca fértil, de modo que quando Bombus visita uma delas, ela deixa o pólen no estigma.
Em certas espécies de plantas, como membros das famílias Ericaceae e Melastomataceae e dos gêneros Solanum(Solanaceae) e Cassia (Fabaceae), a coleta de pólen é vibratória (Buzz Pollination). Este tipo de polinização é realizado por abelhas ou abelhas do gênero Bombus. Esses insetos se apegam à flor e, com rápidas contrações de seus músculos durante o voo, produzem o zumbido característico que faz as anteras vibrarem, fazendo com que o pólen escape. As espécies com esse tipo de polinização vibratória compartilham algumas características florais, como corola em forma de tigela ou pétalas reflexas, tamanho pequeno a médio, falta frequente de néctar, anteras poricidas em vez de grãos de pólen deiscentes e pequenos ou médios, não gordurosos e com uma superfície lisa.
A coevolução das espécies de plantas e seus polinizadores chegou ao ponto em que a flor imita a fêmea de abelhas ou vespas (as orquídeas Ophrys), enganando os machos das espécies correspondentes, que ao tentar copular a fêmea falsa, recebe uma massa de pólen chamada polínia que se liga a uma parte específica do corpo do inseto. Mais tarde, ele deposita a polínia em outra orquídea.

## Grupos de plantas melitófilas
As plantas recebem as visitas das abelhas através de suas flores. Pode-se agrupar estas em três grupos e seus subgrupos.
1. Nectaríferas, fornecem exclusivamente néctar;
  - Nectários florais - 98% das plantas, cujo órgão produtor de néctar (nectário) se localiza na flor;
  - Nectários extraflorais - 2% das plantas, cujo nectário se localiza fora da flor.
2. Poliníferas, fornecem exclusivamente pólen;
3. Nectaríferas-poliníferas fornecem tanto néctar quanto pólen.

## Classificação das plantas
Quanto a produtividade a classificação destas plantas giram em torno do fluxo nectarífero, polínico ou ainda o uso das abelhas nos cultivares.
1. Flora melitófila principal:  Constituída pelas plantas de maior fluxo nectarífero, normalmente formam pastos entre densos, com floradas prolongadas. Exemplo: eucalipto, laranjeira, capixingui, angico, etc;
2. Flora melitófila secundária ou flora de manutenção:   É formada por aquelas plantas que fornecem menor quantidade de néctar e pólen, servindo apenas para a manutenção da colmeia. Exemplo: ervas daninhas e algumas frutíferas como guanxuma, goiabeira, picão-preto, etc;
3. Flora melitófila terciária (florada eventual):   São aquelas plantas que só produzem fluxo de pólen e/ou néctar quando bem representadas. Exemplo: astrapéia, caliandra, amor-agarradinho, etc;
4. Flora melitófila quaternária (culturas):   O principal objetivo do uso das abelhas na visita destas flores é a realização da polinização. A presença de néctar e pólen na flora quaternária é bastante variável, e ainda existe o risco de contaminação das abelhas devido ao uso comum de agrotóxicos nestas  culturas, portanto, cuidados se fazem necessários para esse tipo de exploração. Exemplo: feijão, girassol, soja, citrus, melancia, melão, etc.